# Marmosa de Falcón
La marmosa de Falcón (Marmosops cracens) és una espècie d'opòssum de la família dels didèlfids. És endèmica de Veneçuela.